# ذى باهل (الشعر)

تعديل مصدري - تعديل

ذى باهل هي إحدى قرى عزلة الوسط بمديرية الشعر التابعة لمحافظة إب، بلغ تعداد سكانها 173 نسمة حسب تعداد اليمن لعام 2004.